# Лето у Власотинцу
Лето у Власотинцу је традиционална вишенедељна културно-забавна манифестација која се одржава током јула месеца више година.
Програмски садржај манифестације је разноврстан како би задовољио више категорија становништва. Садржи дечије колажне програме, промоцију књига, концерте разноврсних жанрова музике, позоришних представа, изложбе слика, пројекције филмова, организовање трибина и других култрно забавних проограма. Организује се на различитим локацијама у граду. У реализацији ове манифестације поред афирмисаних ствараоца из Власотинца, учествују ствараоца из окружења али и из иностранства.